# Saulostomus brunneoviridis
Saulostomus brunneoviridis är en skalbaggsart som beskrevs av Lea 1920. Saulostomus brunneoviridis ingår i släktet Saulostomus och familjen Rutelidae. Inga underarter finns listade i Catalogue of Life.